# Fiú egyéni toronyugrás a 2014. évi nyári ifjúsági olimpiai játékokon
A fiú egyéni 10 méteres toronyugrást a 2014. évi nyári ifjúsági olimpiai játékokon augusztus 26-án rendezték meg. Délelőtt a selejtezőt, késő délután pedig a döntőt.
A versenyszámot – csakúgy mint a fiú egyéni műugrást – a 16 esztendős kínai Jang Hao nyerte 134 pont különbséggel a – szintén 16 esztendős – kanadai Philippe Gagné előtt, míg a bronzérmet a mexikói Rodrigo Diego Lopez szerezte meg.

## Eredmény
| #  | Ország        | Név                          | Selejtező | Selejtező | Döntő   | Döntő  |
| #  | Ország        | Név                          | Rangsor   | Pontok    | Rangsor | Pontok |
| -- | ------------- | ---------------------------- | --------- | --------- | ------- | ------ |
|    | Kína          | Jang Hao                     | 1         | 598,00    | 1       | 665,90 |
|    | Kanada        | Philippe Gagné               | 6         | 458,00    | 2       | 531,70 |
|    | Mexikó        | Rodrigo Diego Lopez          | 3         | 484,00    | 3       | 512,75 |
| 4  | Kolumbia      | Kevin Giovany García Álvarez | 4         | 474,50    | 4       | 495,15 |
| 5  | Németország   | Timo Barthel                 | 7         | 451,20    | 5       | 481,65 |
| 6  | Norvégia      | Daniel Jensen                | 9         | 406,30    | 6       | 470,65 |
| 7  | Örményország  | Lev Sargsyan                 | 2         | 490,25    | 7       | 467,65 |
| 8  | Ukrajna       | Pilip Tkacsenko              | 5         | 471,45    | 8       | 445,65 |
| 9  | Franciaország | Alexis Jandard               | 8         | 423,80    | 9       | 429,25 |
| 10 | Szingapúr     | Jonathan Chan                | 10        | 384,80    | 10      | 412,40 |
| 11 | Egyiptom      | Mohab Elkordy                | 11        | 359,15    | 11      | 386,30 |